# Bruno N'Gotty
Bruno N'Gotty (Lione, 10 giugno 1971) è un allenatore di calcio ed ex calciatore francese di origini camerunesi, di ruolo difensore.

## Carriera
Iniziò la carriera con la squadra della sua città natale, l'Olympique Lyonnais, con cui giocò dal 1987-1988 al 1994-1995.
Nella stagione 1995-1996 fu acquistato dal Paris Saint-Germain, con cui vinse la Coppa delle Coppe 1995-1996, mettendo a segno il gol decisivo nella finale contro il Rapid Vienna, e raggiunse la finale nell'edizione seguente.
Nell'estate 1998, dopo alcune positive stagioni nel PSG, fu prelevato dal Milan, con cui, tuttavia, non riuscì ad esprimersi su alti livelli. Poco schierato dal primo minuto di gioco, nel 1998-1999 vinse lo scudetto in maglia rossonera collezionando 25 presenze in Serie A e segnando un gol decisivo (Bologna - Milan 2-3 al 93'). Nella successiva stagione 1999-2000 fu schierato con ancora meno frequenza e nel gennaio 2000 fu ceduto in prestito al Venezia.
Nell'estate 2000 si trasferì all'Olympique Marsiglia e nella stagione successiva andò in prestito al Bolton. L'esordio con il Bolton risale al 19 settembre 2001, il suo primo gol per i Trotters, invece, lo mise a segno contro l'Everton (sconfitta per 3-1) il 1º aprile 2002. Nel gennaio 2002 il trasferimento divenne definitivo. N'Gotty militò nel club fino a maggio 2006, quando la società e l'allenatore Sam Allardyce, seguendo una politica di ringiovanimento della squadra, decisero di non rinnovargli il contratto.
Nel 2006-2007 ha giocato nella Football League Championship, la seconda divisione inglese, con il Birmingham City e nella stagione seguente è al Leicester City.
Nella stagione 2008-2009 viene ceduto in prestito al Hereford United. A fine stagione il Leicester gli ha rescisso il contratto.
Nel 2011 ritorna a giocare a livello amatoriale, venendo ingaggiato dall'AS Lattes (DH Languedoc-Roussillon, 6ª divisione francese), squadra di Lattes (Linguadoca-Rossiglione). Nel 2013 passa all'UF Belleville-St-Jean-d'Ardières, squadra di Belleville (Rodano-Alpi), anch'essa militante della 6ª divisione francese.
Nel 2015 si ritira dal calcio giocato, divenendo l'allenatore del Belleville.

## Statistiche

### Cronologia presenze e reti in nazionale
| Cronologia completa delle presenze e delle reti in nazionale ― Francia | Cronologia completa delle presenze e delle reti in nazionale ― Francia | Cronologia completa delle presenze e delle reti in nazionale ― Francia | Cronologia completa delle presenze e delle reti in nazionale ― Francia | Cronologia completa delle presenze e delle reti in nazionale ― Francia | Cronologia completa delle presenze e delle reti in nazionale ― Francia | Cronologia completa delle presenze e delle reti in nazionale ― Francia | Cronologia completa delle presenze e delle reti in nazionale ― Francia |
| Data                                                                   | Città                                                                  | In casa                                                                | Risultato                                                              | Ospiti                                                                 | Competizione                                                           | Reti                                                                   | Note                                                                   |
| ---------------------------------------------------------------------- | ---------------------------------------------------------------------- | ---------------------------------------------------------------------- | ---------------------------------------------------------------------- | ---------------------------------------------------------------------- | ---------------------------------------------------------------------- | ---------------------------------------------------------------------- | ---------------------------------------------------------------------- |
| 17-8-1994                                                              | Bordeaux                                                               | Francia                                                                | 2 – 2                                                                  | Rep. Ceca                                                              | Amichevole                                                             | -                                                                      |                                                                        |
| 9-11-1996                                                              | Copenaghen                                                             | Danimarca                                                              | 1 – 0                                                                  | Francia                                                                | Amichevole                                                             | -                                                                      |                                                                        |
| 22-1-1997                                                              | Braga                                                                  | Portogallo                                                             | 0 – 2                                                                  | Francia                                                                | Amichevole                                                             | -                                                                      | 63’                                                                    |
| 26-2-1997                                                              | Parigi                                                                 | Francia                                                                | 2 – 1                                                                  | Paesi Bassi                                                            | Amichevole                                                             | -                                                                      | 79’                                                                    |
| 7-6-1997                                                               | Montpellier                                                            | Francia                                                                | 0 – 1                                                                  | Inghilterra                                                            | Torneo di Francia                                                      | -                                                                      |                                                                        |
| 11-6-1997                                                              | Parigi                                                                 | Francia                                                                | 2 – 2                                                                  | Italia                                                                 | Torneo di Francia                                                      | -                                                                      | 85’                                                                    |
| Totale                                                                 |                                                                        | Presenze                                                               | 6                                                                      |                                                                        | Reti                                                                   | 0                                                                      |                                                                        |

## Palmarès

### Giocatore

#### Competizioni nazionali
- Coppa di Francia: 1

Paris Saint-Germain: 1997-1998
- Coppa di Lega francese: 1

Paris Saint-Germain: 1997-1998
- Campionato italiano: 1

Milan: 1998-1999

#### Competizioni internazionali
- Coppa delle Coppe: 1

Paris Saint-Germain: 1995-1996